# Ніхон Сьокі

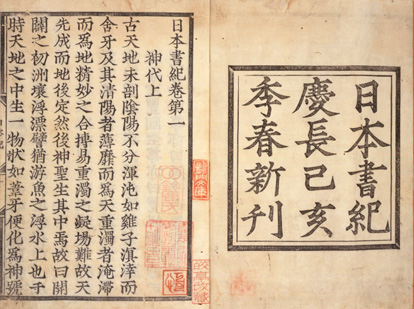
Ніхон Сьокі (Титульна сторінка і початок першого сувою. Перше друковане видання 1599 року)

Ніхон сьокі (яп. 日本書紀 — ніхон сьокі, «аннали Японії») — одна з найдавніших пам'яток японської літератури періоду Нара. Відома також як Ніхонґі (日本紀). Вона є другим твором, присвяченим історії Японії, після «Кодзікі» і першою офіційною історографією подій Японського архіпелагу від «сотворіння світу» до початку 8 століття. Була складена писарем О но Ясумаро, за вказівки принца Тонері. Текст твору — класична китайська писемна мова вень-янь.

## Сувої
- Сувій перший: Камі но йо но камі но макі (Верхній сувій божественного періоду);
- Сувій другий: Камі но йо но шімо но макі (Нижній сувій божественного періоду);
- Сувій третій: Каму Ямато Іваребіко но Сумерамікото (імператор Дзімму);
- Сувій четвертий:
  - Каму Ямато Нунакаваміні но Сумерамікото (імператор Суйдзей);
  - Шікіцухіко Таматемі но Сумерамікото (імператор Анней);
  - Ояматохіко Сукітомо но Сумерамікото (імператор Ітоку);
  - Мімацухіко Сукітомо но Сумерамікото (імператор Косьо);
  - Ямато Тарашіхіко Куні Ошіхіто но Сумерамікото (імператор Коан);
  - Оямато Некохіко Футоні но Сумерамікото (імператор Корей);
  - Оямато Некохіко Кунікуру но Сумерамікото (імператор Коґен);
  - Вакаяамато Некохіко Обібі но Сумерамікото (імператор Кайка)
- Сувій п'ятий: Мімакі Ірібіко Ініе но Сумерамікото (імператор Суйдзін);
- Сувій шостий: Ікуме Ірібіко Ісаті но Сумерамікото (імператор Суйнін);
- Сувій сьомий:
  - Отарашіхіко Ошіроваке но Сумерамікото (імператор Кейко);
  - Вака Тарашіхіко но Сумерамікото (імператор Сейму);
- Сувій восьмий: Тараші Накацухіко но Сумерамікото (імператор Тюай);
- Сувій дев'ятий: Окінаґа Тарашіхіме но Мікото (імператриця-регентша Дзінґу);
- Сувій десятий: Хомуда но Сумерамікото (імператор Одзін);
- Сувій одинадцятий: Осасаґі но Сумерамікото (імператор Нінтоку);
- Сувій дванадцятий:
  - Ідзаховаке но Сумерамікото (імператор Рітю);
  - Міцухаваке но Сумерамікото (імператор Хандзей);
- Сувій тринадцятий:
  - Оасадзума Вакуґо но Сукуне но Сумерамікото (імператор Інґьо);
  - Анахо но Сумерамікото (імператор Анко);
- Сувій чотирнадцятий: Охацусе но Вака Такеру но Сумерамікото (імператор Юряку);
- Сувій п'ятнадцятий:
  - Шірака но Таке Хірокуні Оші Вака Ямато Неко но Сумерамікото (імператор Сейнен);
  - Воке но Сумерамікото (імператор Кендзо);
  - Оке но Сумірамікото (імператор Нінкен);
- Сувій шістнадцятий:Онацусе но Вака Сасаґі но Сумерамікото (імператор Бурецу);
- Сувій сімнадцятий: Одо но Сумерамікото (імператор Кейтай);
- Сувій вісімнадцятий:
  - Хірокуні Ошітаке Канахі но Сумерамікото (імператор Анкан);
  - Таке Охірокуні Ошітате но Сумерамікото (імператор Сенка);
- Сувій дев'ятнадцятий: Амекуні Ошіхаракі Хіронава но Сумерамікото (імператор Кінмей);
- Сувій двадцятий: Нунакакура но Футо Тамашікі но Сумерамікото (імператор Бідацу);
- Сувій двадцять перший:
  - Татібана но Тойохі но Сумерамікото (імператор Йомей);
  - Хацусебе но Сумерамікото (імператор Сусюн);
- Сувій двадцять другий: Тойоміке Кашікія Хіме но Сумерамікото (імператриця Суйко);
- Сувій двадцять третій: Окінаґа Тараші Хіхіронука но Сумерамікото (імператор Дзьомей);
- Сувій двадцять четвертий: Аме Тойотакара Ікаші Хітараші но Хіме но Сумерамікото (імператриця Коґьоку);
- Сувій двадцять п'ятий: Аме Йородзу Тойохі но Сумерамікото (імператор Котоку);
- Сувій двадцять шостий: Аме Тойотакара Ікаші Хітараші но Хіме но Сумерамікото (імператриця Саймей);
- Сувій двадцять сьомий: Аме Мікото Хіракасуваке но Сумерамікото (імператор Тендзі);
- Сувій двадцять восьмий: Ама но Нунакахара Окі но Махіто но Сумерамікото, Камі но макі (імператор Тенму, верхній сувій);
- Сувій двадцять дев'ятий: Ама но Нунакахара Окі но Махіто но Сумерамікото, Шімо но макі (імператор Тенму, нижній сувій);
- Сувій тридцятий: Такаманохара Хіроно Хіме но Сумерамікото (імператриця Дзіто);

## Процес складання
У історичній праці, яка наслідувала «Ніхон Сьокі», «Сьоку Ніхонґі», згадується, що за наказом імператора принц Тонері склав «Ніхоґі» (інша назва «Ніхон Сьокі») у 720 році. Твір містив тридцять сувоїв про діяння богів та імператорів Японії та один генеалогічний сувій. Останній не зберігся до наших днів.

### Укладачі
Вивчення процесу компіляції «Ніхон Сьокі» базується на аналізі стилістики сувоїв твору. Хоча він написаний повністю старокитайською, у ньому можна вирізнити частини складені японськими і китайськими істориками. Так сувої з 1 по 14 писалися японцями, а з 14 по 30 (за винятком 22 і 23 сувоїв) — укладалися китайцями. Одним з головних японських компіляторів був О но Ясумаро, відомий написанням «Кодзікі».

### Використані джерела у «Ніхон Сьокі»
Вважається, що записи «Ніхон Сьокі» базувалися на старих хроніках двору Ямато, котрі велися від 6 століття. Серед них вчені називають «Теннокі» («Записи про імператорів») і «Коккі» (Записи про державу), авторство яких приписують Шьотоку Тайші. Рукописи цих книг згоріли і дійшли до нас у формі цитат з «Ніхон Сьокі».
Також науковцями вказується подібність тексту японських «Анналів» до хронік корейського королівства Пекче, так званих «Кударакі» (Записів Пекче).
Окрім «офіційних історій» укладачі «Ніхон Сьокі» схоже використовували тексти імператорських указів та відомчі документи.

## Перебільшення періодів правління
Більшість науковців Японії і Заходу погоджуються, що дата заснування японської держави імператором Дзімму (660 рік до Р. Х.) є міфічною. Однак існування самих правителів, в тому числі і Дзімму, яким приписуються міфічні походи і реформи, під сумнів не ставиться. Вважається, що вони були вождями місцевих племен, яких укладачі «Ніхон Сьокі» зібрали у один генеалогічний ряд.
Для відрізку японської історії від 660 року до Р. Х. до середини 4 століття, стародавні писарі виділили лише 17 монархів (включаючи імператорів Одзіна і Нінтоку). Деякі з цих, особливо перших, правителів були перетворені на фантастичних довгожителів. Зокрема, згідно з «Ніхон Сьокі», імператор Дзімму правив понад століття.